# Eurytoma truncata
Eurytoma truncata är en stekelart som beskrevs av Karl Henrik Boheman 1836. Eurytoma truncata ingår i släktet Eurytoma och familjen kragglanssteklar.
Artens utbredningsområde är:
- Bulgarien.
- Sverige.
- Ukraina.

Arten är reproducerande i Sverige. Inga underarter finns listade i Catalogue of Life.